# Arthrocereus rondonianus

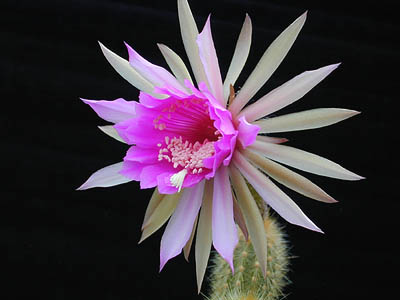
Blüte

Arthrocereus rondonianus ist eine Pflanzenart in der Gattung Arthrocereus aus der Familie der Kakteengewächse (Cactaceae). Das Artepitheton rondonianus ehrt Candido M. da Silva Rondon (1865–1958), einen brasilianischen Forscher, Armeemajor und Pflanzensammler.

## Beschreibung
Arthrocereus rondonianus wächst etwas aufrecht mit schlanken, hellgrünen Trieben von bis zu 50 Zentimeter Länge und Durchmessern von 2,5 Zentimetern. Auf den Trieben befinden sich 14 bis 18 niedrige, gerundete Rippen. Die grünlich gelben bis goldgelben Dornen lassen sich in 1 bis 2 Mitteldornen, die bis 7 Zentimeter lange sind, und 40 bis 50 feine, nadelförmige Randdornen von bis zu 0,5 (einige bis 2) Zentimeter Länge unterscheiden.
Die lilarosafarbenen Blüten werden bis zu 8 Zentimeter lang.

## Verbreitung, Systematik und Gefährdung
Arthrocereus rondonianus ist im brasilianischen Bundesstaat Minas Gerais in der Gegend von Diamantina in Höhenlagen von 700 bis 1200 Metern verbreitet.
Die Erstbeschreibung durch Curt Backeberg und Otto Voll wurde 1951 veröffentlicht.
Arthrocereus rondonianus wurde in der Roten Liste gefährdeter Arten der IUCN von 2002 als „Vulnerable (VU)“, d. h. gefährdet eingestuft. Seit dieser Zeit wurden in der Natur mehrere neue Population aufgefunden. Im Jahr 2013 wird die Art als „Least Concern (LC)“, d. h. als nicht gefährdet geführt.

## Nachweise